# Beatrice Wood

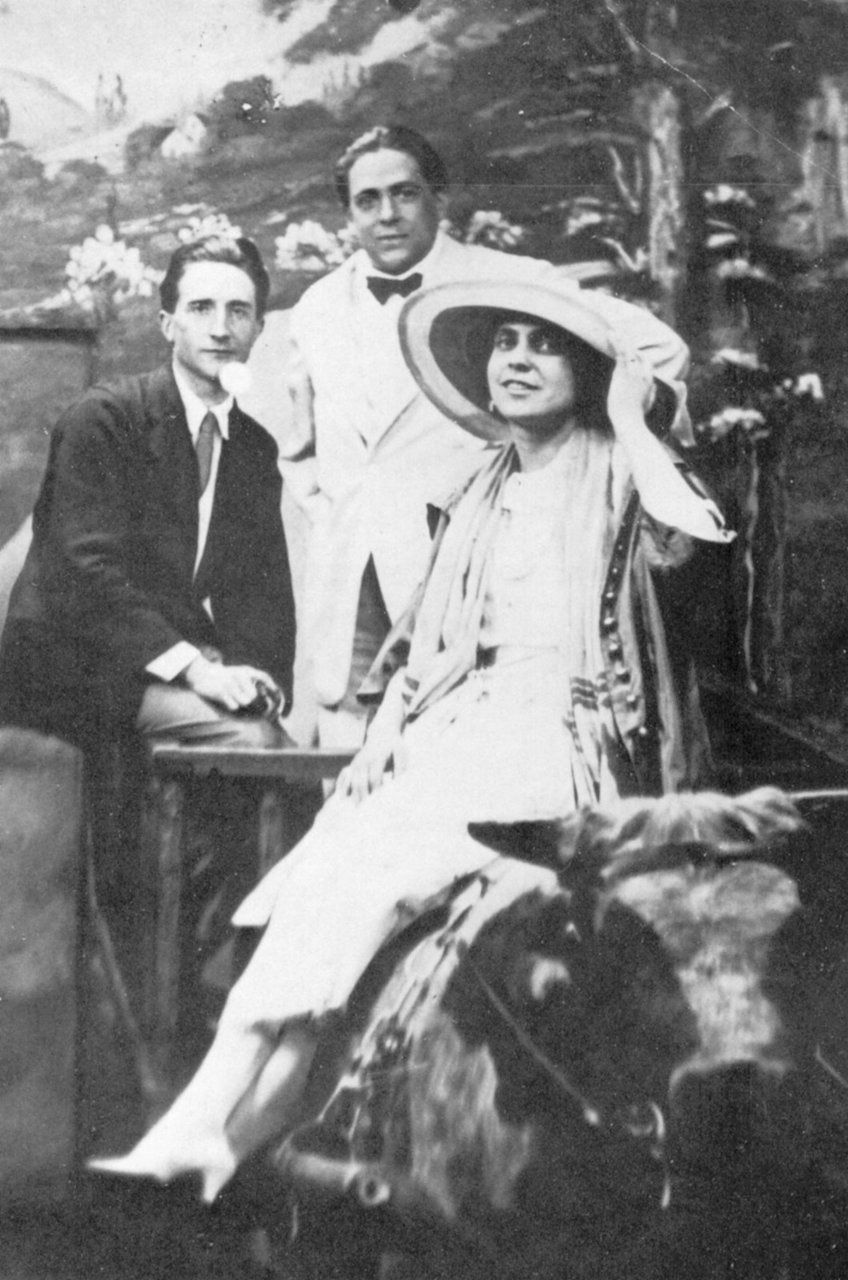
Marcel Duchamp, Francis Picabia, y Beatrice Wood, Nueva York, 1917.

Beatrice Wood (San Francisco, 3 de marzo de 1893 - Ojai, 12 de marzo de 1998) fue una pintora y ceramista estadounidense. 

## Biografía
Hija de un matrimonio de clase alta, pudo convencer a sus padres para iniciar una carrera artística y, sabiendo hablar francés, se dirigió a París, donde estudió en la Comédie-Française y en la Académie Julian. El inicio de la Primera Guerra Mundial la obligó a retornar a Estados Unidos, pero pudo desempeñarse con una compañía de repertorio francés en Nueva York, realizando más de sesenta funciones en dos años.
Junto a Henri-Pierre Roché fundó la revista The Blind Man en 1917, que se convirtió en una de las primeras publicaciones manifestantes del movimiento dadaísmo. Además de participar en reuniones periódicas junto a Man Ray, Francis Picabia y Walter y Louis Arensberg, fue llamada «Mama Dada». Para 1947, luego de tomar clases de cerámica en el Hollywood High School, se instaló en una vivienda de Ojai, donde desarrolló el resto de su carrera, y se convirtió en miembro de la Theosophical Society Adyar. Dictó clases en el Happy Valley School, en 1985 publicó su autobiografía y en 1994, el Instituto Smithsoniano la declaró una «estimada artista estadounidense». 

## Obras e información
Sus obras más relevantes son Good Morning America, Madame Lola's Pleasure Palace y Chez Fifi. En 1997 fue la inspiración para el personaje de Rose DeWitt Bukater en su vejez de la película Titanic, de James Cameron. Falleció nueve días después de su 105.º cumpleaños, en 1998. En la actualidad, su residencia es el Centro de las Artes Beatrice Wood.